# Max von Prittwitz und Gaffron
Max Moritz Hans von Prittwitz und Gaffron (* 29. März 1876 in Breslau; † 7. Oktober 1956 in Göttingen) war ein deutscher Generalmajor im Zweiten Weltkrieg sowie Rechtsritter des Johanniterordens.

## Leben

### Herkunft
Max von Prittwitz und Gaffron entstammte dem alten, weit verzweigten schlesischen Adelsgeschlecht von Prittwitz. Er war der Sohn des preußischen Generalleutnants Hans von Prittwitz und Gaffron und dessen Ehefrau Marie, geborene von Zawadzky (1840–1909).

### Werdegang
Nach seiner Erziehung im elterlichen Hause trat Prittwitz am 1. Dezember 1894 als Avantageur in das Grenadier-Regiment „König Friedrich III.“ (2. Schlesisches) Nr. 11 der Preußischen Armee ein und avancierte bis Mitte April 1896 zum Sekondeleutnant. 1903/06 war er zur Kommandantur des Truppenübungsplatzes Neuhammer kommandiert. Er stieg am 21. Mai 1906 zum Oberleutnant auf und erhielt die Erlaubnis zur Annahme des Ritterzeichens II. Klasse des Hausordens Albrechts des Bären. Zum 8. Januar 1909 schied Prittwitz aus der Armee aus und wurde einen Tag später beim II. Seebataillon der Marineinfanterie in Wilhelmshaven angestellt. 1910 erfolgte seine Versetzung in das I. Seebataillon nach Kiel. Durch AKO vom 14. Oktober 1911 erhielt er die Erlaubnis zur Annahme des Offizierkreuzes des Franz-Joseph-Ordens. Unter Beförderung zum Hauptmann trat Prittwitz am 1. Oktober 1912 wieder in die Preußische Armee ein und wurde als Kompaniechef im 1. Kurhessischen Infanterie-Regiment Nr. 81 angestellt.
Nach dem Ersten Weltkrieg wurde er in die Reichswehr übernommen und am 1. April 1925 Oberstleutnant. Ab 1. April 1926 war er Kommandeur des III. Bataillons im 7. (Preußisches) Infanterie-Regiment. Am 31. Januar 1928 wurde er mit dem Charakter als Oberst aus der Armee verabschiedet. Am 1. Oktober 1933 wurde er als E-Offizier mit einem Patent zu seinem Dienstgrad von diesem Tag wieder in die Reichswehr angestellt und als Kommandeur des Wehrbezirkskommandos Schweidnitz verwendet.
In die Wehrmacht übernommen, wurde er am 31. Oktober 1938 erneut verabschiedet, aber später wieder reaktiviert. Nach dem Beginn des Zweiten Weltkriegs war er von November 1939 bis Mitte August 1942 Kommandeur der neu eingerichteten Feldkommandantur 603, welcher ab 1940 in den besetzten Niederlande in Den Haag stationiert war und im Jahr darauf nach Osten (Lemberg) verlegt wurde. Am 1. September 1941 wurde er zum Generalmajor z.V. befördert. Am 31. März 1943 wurde er endgültig verabschiedet.

### Familie
Prittwitz heiratete am 19. April 1916 in Frankfurt am Main Mathilde (Mechthild) von Wille (1883–1966), die Tochter des Ersten Staatsanwalts Ernst von Wille und der Elisabeth, geborene von Trott zu Solz. Ihre älteste Tochter, Jutta (* 1920), war mit dem Professor Rudolf Preuner verheiratet.

## Schriften
- Geschichte des I. Seebataillons. Gerhard Stalling, Oldenburg 1912.
- Geschichte des Königlich Preußischen Grenadier-Regiments König Friedrich III. (2. Schles.) Nr. 11 und seiner Grenzschutzformationen von 1914 bis 1920. Berlin 1931/32.